# مولي مكلور
مولي مكلور (بالإنجليزية: Molly McClure)‏ هي ممثلة أمريكية، ولدت في 19 يناير 1919 في واتسونفيل في الولايات المتحدة، وتوفيت في 15 أغسطس 2008 في بلينو في الولايات المتحدة.

## وصلات خارجية
- مولي مكلور على موقع IMDb (الإنجليزية)
- مولي مكلور على موقع ألو سيني (الفرنسية)
- مولي مكلور على موقع أول موفي (الإنجليزية)
- مولي مكلور على موقع قاعدة بيانات الأفلام السويدية (السويدية)
- مولي مكلور على موقع قاعدة بيانات الفيلم (الإنجليزية)
- مولي مكلور على موقع كينوبويسك (الروسية)